# Saint-Étienne-de-l'Olm
Pour les articles homonymes, voir Saint-Étienne (homonymie).
Saint-Étienne-de-l'Olm est une commune française située dans le centre du département du Gard, en région Occitanie.
Exposée à un climat méditerranéen, elle est drainée par la Droude, le ruisseau de la Candouillère et par divers autres petits cours d'eau.
Saint-Étienne-de-l'Olm est une commune rurale qui compte 391 habitants en 2022, après avoir connu une forte hausse de la population depuis 1975. Elle fait partie de l'aire d'attraction d'Alès. Ses habitants sont appelés les Stéphanolmiens ou  Stéphanolmiennes.

## Géographie
Au pied des Cévennes et à quelques kilomètres de la Méditerranée, Saint-Étienne-de-l'Olm domine la vallée de la Droude à l’ouest et la vallée de la Candouillère au sud et à l’est. Le village doit son nom à l'Orme (Olm en Occitan).

Le vieux village est, comme beaucoup d’autres dans la région, fortifié avec des rues étroites et ombragées.

### Climat
Pour des articles plus généraux, voir Climat de l'Occitanie et Climat du Gard.
En 2010, le climat de la commune est de type climat méditerranéen franc, selon une étude s'appuyant sur une série de données couvrant la période 1971-2000. En 2020, Météo-France publie une typologie des climats de la France métropolitaine dans laquelle la commune est exposée à un climat méditerranéen et est dans la région climatique Provence, Languedoc-Roussillon, caractérisée par une pluviométrie faible en été, un très bon ensoleillement (2 600 h/an), un été chaud (21,5 °C), un air très sec en été, sec en toutes saisons, des vents forts (fréquence de 40 à 50 % de vents > 5 m/s) et peu de brouillards.
Pour la période 1971-2000, la température annuelle moyenne est de 13,5 °C, avec une amplitude thermique annuelle de 17,7 °C. Le cumul annuel moyen de précipitations est de 922 mm, avec 6,8 jours de précipitations en janvier et 3,4 jours en juillet. Pour la période 1991-2020, la température moyenne annuelle observée sur la station météorologique la plus proche, située sur la commune de Deaux à 3 km à vol d'oiseau, est de 14,9 °C et le cumul annuel moyen de précipitations est de 967,1 mm,. Pour l'avenir, les paramètres climatiques de la commune estimés pour 2050 selon différents scénarios d’émission de gaz à effet de serre sont consultables sur un site dédié publié par Météo-France en novembre 2022.

### Milieux naturels et biodiversité
Aucun espace naturel présentant un intérêt patrimonial n'est recensé sur la commune dans l'inventaire national du patrimoine naturel,,.

## Urbanisme

### Typologie
Au 1er janvier 2024, Saint-Étienne-de-l'Olm est catégorisée commune rurale à habitat dispersé, selon la nouvelle grille communale de densité à sept niveaux définie par l'Insee en 2022.
Elle est située hors unité urbaine. Par ailleurs la commune fait partie de l'aire d'attraction d'Alès, dont elle est une commune de la couronne,. Cette aire, qui regroupe 64 communes, est catégorisée dans les aires de 50 000 à moins de 200 000 habitants,.

### Occupation des sols
L'occupation des sols de la commune, telle qu'elle ressort de la base de données européenne d’occupation biophysique des sols Corine Land Cover (CLC), est marquée par l'importance des territoires agricoles (88 % en 2018), en diminution par rapport à 1990 (96,9 %). La répartition détaillée en 2018 est la suivante : 
zones agricoles hétérogènes (52,4 %), cultures permanentes (35,7 %), zones urbanisées (8,9 %), milieux à végétation arbustive et/ou herbacée (3 %), forêts (0,2 %). L'évolution de l’occupation des sols de la commune et de ses infrastructures peut être observée sur les différentes représentations cartographiques du territoire : la carte de Cassini (XVIIIe siècle), la carte d'état-major (1820-1866) et les cartes ou photos aériennes de l'IGN pour la période actuelle (1950 à aujourd'hui).

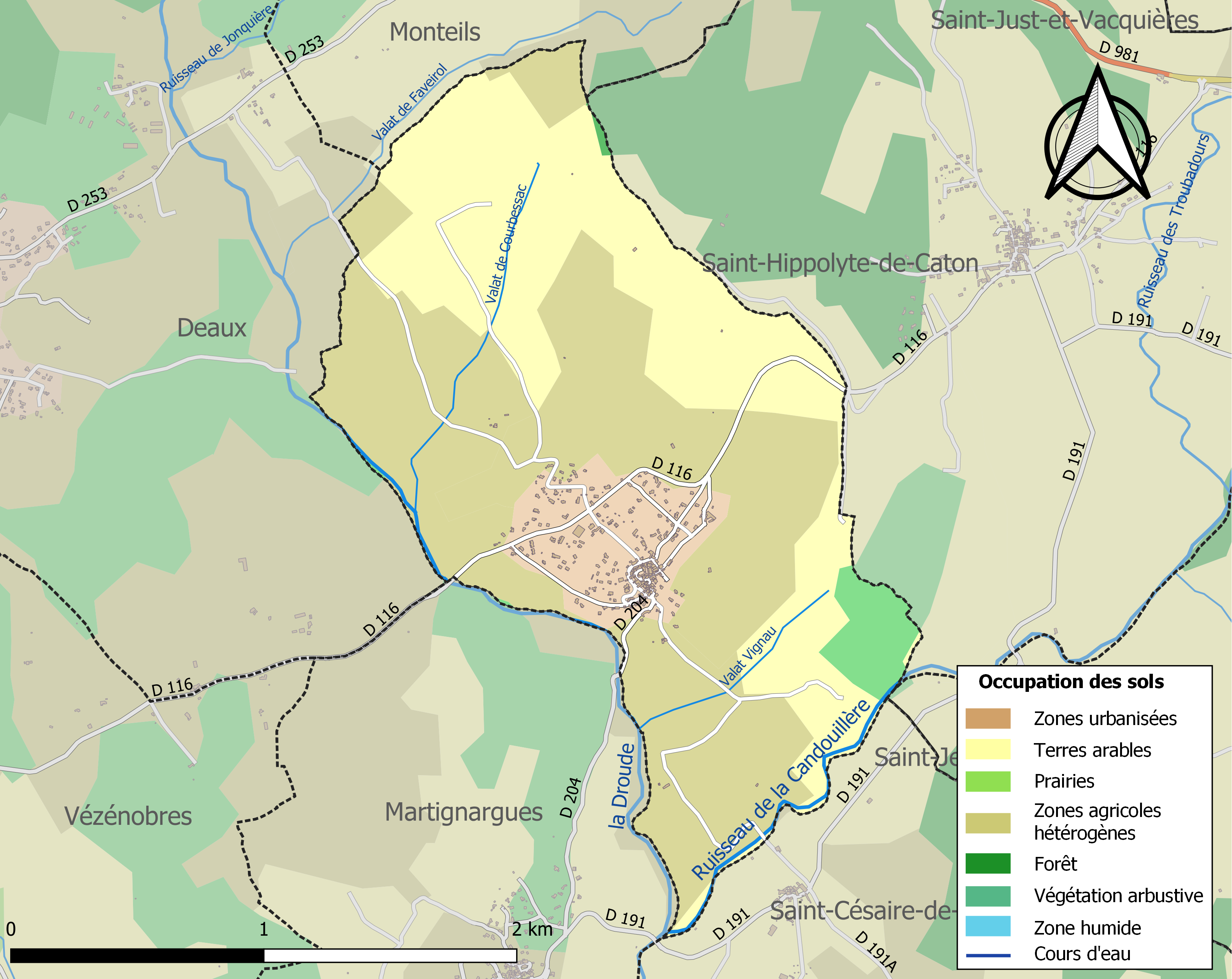
Carte des infrastructures et de l'occupation des sols de la commune en 2018 (CLC).

### Risques majeurs
Le territoire de la commune de Saint-Étienne-de-l'Olm est vulnérable à différents aléas naturels : météorologiques (tempête, orage, neige, grand froid, canicule ou sécheresse), inondations, feux de forêts et séisme (sismicité faible). Un site publié par le BRGM permet d'évaluer simplement et rapidement les risques d'un bien localisé soit par son adresse soit par le numéro de sa parcelle.
Certaines parties du territoire communal sont susceptibles d’être affectées par le risque d’inondation par débordement de cours d'eau et par une crue torrentielle ou à montée rapide de cours d'eau, notamment la Droude et le ruisseau de la Candouillère. La commune a été reconnue en état de catastrophe naturelle au titre des dommages causés par les inondations et coulées de boue survenues en 1982, 1987, 1992, 1993, 1997, 1998, 2001, 2002 et 2010,.

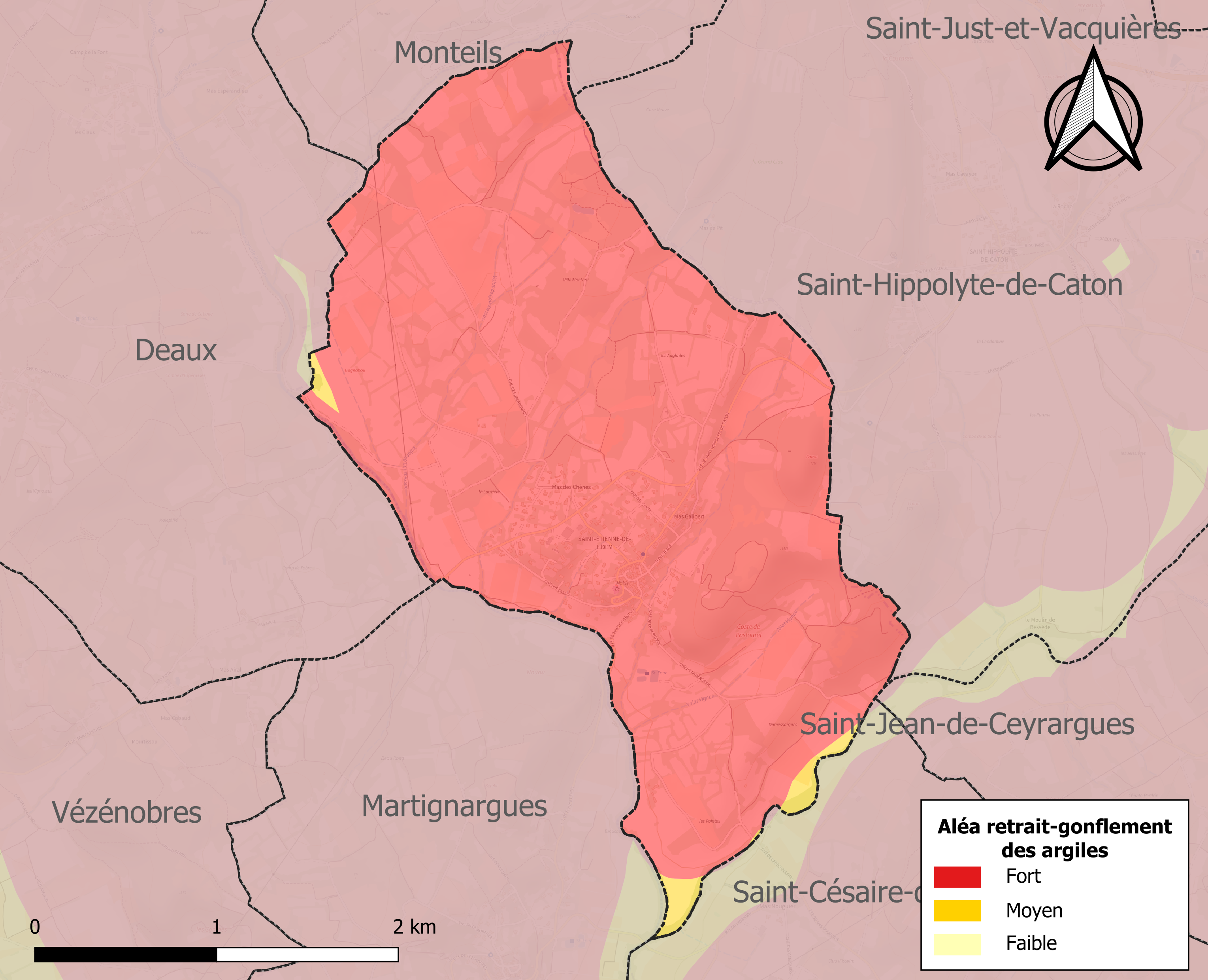
Carte des zones d'aléa retrait-gonflement des sols argileux de Saint-Étienne-de-l'Olm.

Le retrait-gonflement des sols argileux est susceptible d'engendrer des dommages importants aux bâtiments en cas d’alternance de périodes de sécheresse et de pluie. La totalité de la commune est en aléa moyen ou fort (67,5 % au niveau départemental et 48,5 % au niveau national). Sur les 182 bâtiments dénombrés sur la commune en 2019, 182 sont en aléa moyen ou fort, soit 100 %, à comparer aux 90 % au niveau départemental et 54 % au niveau national. Une cartographie de l'exposition du territoire national au retrait gonflement des sols argileux est disponible sur le site du BRGM,.
Par ailleurs, afin de mieux appréhender le risque d’affaissement de terrain, l'inventaire national des cavités souterraines permet de localiser celles situées sur la commune.

## Histoire
Le nom de Saint-Étienne-de-l'Olm est issu de « Villa Sancti Stéphani de Ulmo » en 1121 et ensuite « sanctus Stéphano de Ulmo » en 1384. Le nom s’est transformé au cours des siècles, et au XVIe siècle « Sainct Estienne de Long ».
En 1793, à la Révolution, le « Saint » disparaît et la commune est provisoirement appelée Étienne-de-Long, commune du canton de Vézénobres, qui compte une trentaine de catholiques et environ 200 protestants. Ce lieu appartenait, avant la Révolution française, au diocèse d'Uzès et formait une paroisse du doyenné de Sauzet, prieuré-cure à la collation de l’évêque, Saint-Étienne avait pour armoiries : d'azur et un ormeau de sinople.
Selon Blanchet et Louis, « … Ce que nous avons pu recueillir sur l’histoire de Saint-Étienne-de-l'Olm se réduit presque à une liste très incomplète des prieurs. Nous devons signaler cependant que ce lieu, « Castrum de sanctus Stephano de Ulmo » fut un de ceux dont un diplôme de Philippe II, roi de France, assura la possession à l’évêque d’Uzès en 1211 … ».
Le village à l’origine était une villa romaine. Un chercheur dans les environs y a trouvé une pièce datant du Ier siècle av. J.-C., un denier de la république Romaine de Caton.
Le document le plus ancien conservé en mairie est un parchemin du XVIe siècle (28 mai 1533) relatant un différend entre les habitants de Saint-Étienne-de-l'Olm et ceux du village voisin de Saint-Hippolyte-de-Caton ; ce document rappelle que ce différend avait déjà été réglé à l'amiable au XIVe siècle (25 août 1395) sous le règne de Charles VI.

Il existe également deux « compois » (ancêtres écrits du cadastre) du XVIIe siècle grâce auxquels on peut imaginer facilement la façon dont vivaient les habitants du village, d'autant que le village a su garder et restaurer son temple, son abreuvoir, ses trois fontaines ainsi que son four banal (collectif) qui fonctionne encore pour quelques occasions festives.
En 1806, la météorite d'Alais est découverte sur la commune.

## Politique et administration

### Rattachements électoraux
Pour l'élection des députés, elle fait partie de la quatrième circonscription du Gard.

### Liste des maires
| Période                                  | Période   | Identité        | Étiquette | Qualité |
| ---------------------------------------- | --------- | --------------- | --------- | ------- |
| juin 1995                                | mars 2001 | Gérard Bodi     | PCF       |         |
| mars 2001                                | mars 2008 | Robert Hiebler  | DVG       |         |
| mars 2008                                | mars 2014 | Marc Brûlé      |           |         |
| mars 2014                                | mai 2020  | Patrick Amblard | DVG       | Employé |
| mai 2020                                 | En cours  | Johanna Huguet  |           |         |
| Les données manquantes sont à compléter. |           |                 |           |         |

## Population et société

### Démographie
L'évolution du nombre d'habitants est connue à travers les recensements de la population effectués dans la commune depuis 1793. Pour les communes de moins de 10 000 habitants, une enquête de recensement portant sur toute la population est réalisée tous les cinq ans, les populations de référence des années intermédiaires étant quant à elles estimées par interpolation ou extrapolation. Pour la commune, le premier recensement exhaustif entrant dans le cadre du nouveau dispositif a été réalisé en 2006.

En 2022, la commune comptait 391 habitants, en évolution de +4,55 % par rapport à 2016 (Gard : +2,97 %, France hors Mayotte : +2,11 %).
| 1793 | 1800 | 1806 | 1821 | 1831 | 1836 | 1841 | 1846 | 1851 |
| ---- | ---- | ---- | ---- | ---- | ---- | ---- | ---- | ---- |
| 177  | 136  | 168  | 197  | 223  | 221  | 220  | 222  | 224  |

| 1856 | 1861 | 1866 | 1872 | 1876 | 1881 | 1886 | 1891 | 1896 |
| ---- | ---- | ---- | ---- | ---- | ---- | ---- | ---- | ---- |
| 231  | 221  | 218  | 208  | 208  | 182  | 178  | 159  | 169  |

| 1901 | 1906 | 1911 | 1921 | 1926 | 1931 | 1936 | 1946 | 1954 |
| ---- | ---- | ---- | ---- | ---- | ---- | ---- | ---- | ---- |
| 147  | 176  | 165  | 155  | 147  | 138  | 106  | 115  | 116  |

| 1962 | 1968 | 1975 | 1982 | 1990 | 1999 | 2006 | 2011 | 2016 |
| ---- | ---- | ---- | ---- | ---- | ---- | ---- | ---- | ---- |
| 139  | 130  | 97   | 129  | 194  | 235  | 305  | 343  | 374  |

| 2021 | 2022 | - | - | - | - | - | - | - |
| ---- | ---- | - | - | - | - | - | - | - |
| 396  | 391  | - | - | - | - | - | - | - |

### Manifestations et évènements
L’association du foyer rural de Saint Étienne de l'Olm organise chaque année les journées du Patrimoine avec une exposition remarquable relatant l'histoire de la commune sur un thème différent chaque année et montre l’ancien réservoir alimenté par deux sources, les fontaines, l'ancien abreuvoir, le temple, le four banal, l'oratoire (ancien lieu de culte catholique), les diverses calades du temple du terrailler, le château Renaissance privé.

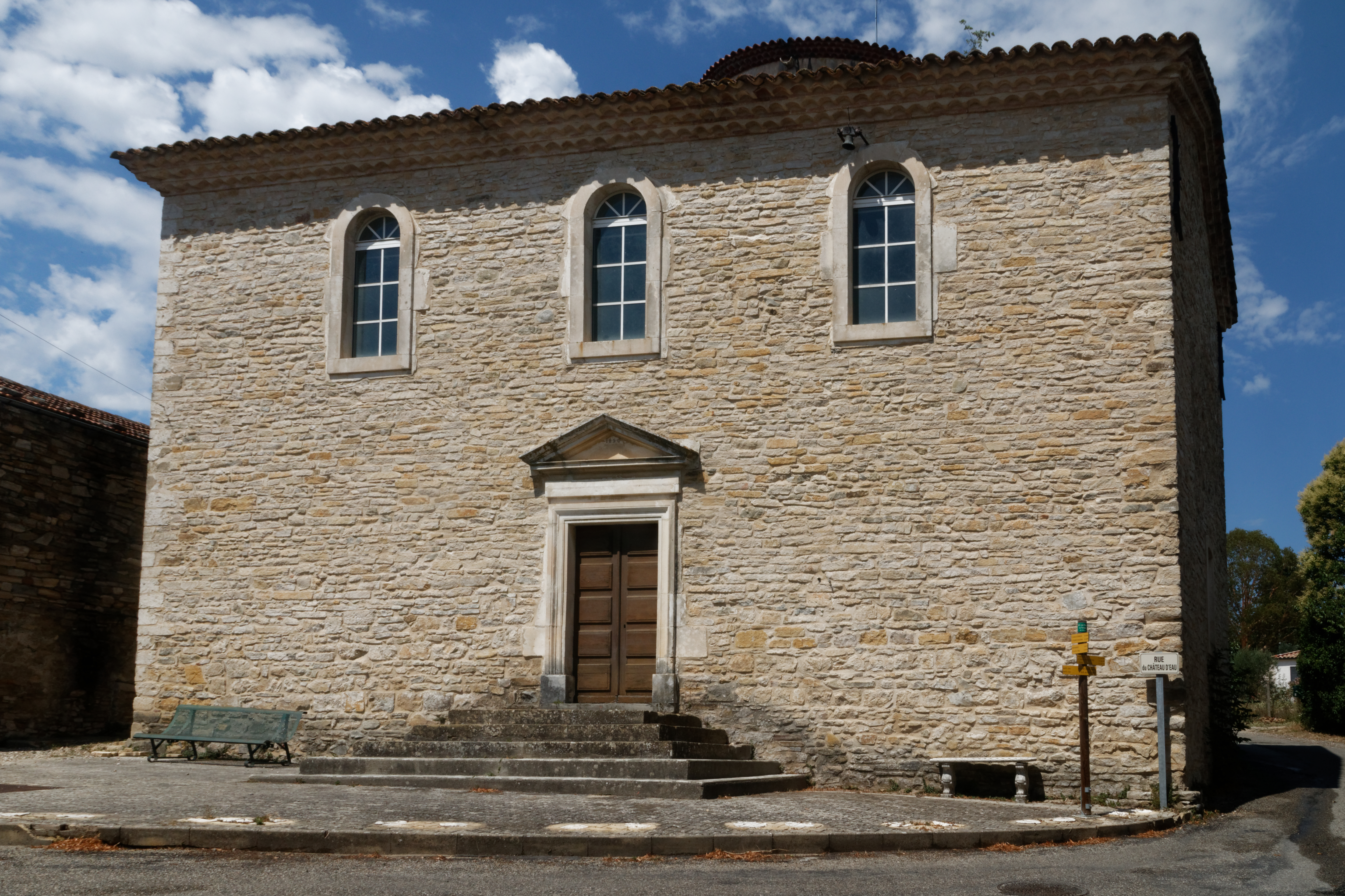
Temple protestant

## Économie

### Revenus
En 2018  (données Insee publiées en septembre 2021), la commune compte 149 ménages fiscaux, regroupant 361 personnes. La médiane du revenu disponible par unité de consommation est de 20 910 € (20 020 € dans le département).

### Emploi
|                | 2008   | 2013 | 2018 |
| -------------- | ------ | ---- | ---- |
| Commune        | 13,4 % | 8 %  | 10 % |
| Département    | 10,6 % | 12 % | 12 % |
| France entière | 8,3 %  | 10 % | 10 % |

En 2018, la population âgée de 15 à 64 ans s'élève à 254 personnes, parmi lesquelles on compte 70,7 % d'actifs (60,7 % ayant un emploi et 10 % de chômeurs) et 29,3 % d'inactifs,. En  2018, le taux de chômage communal (au sens du recensement) des 15-64 ans est inférieur à celui du département, mais supérieur à celui de la France, alors qu'en 2008 il était supérieur à celui du département.
La commune fait partie de la couronne de l'aire d'attraction d'Alès, du fait qu'au moins 15 % des actifs travaillent dans le pôle,. Elle compte 46 emplois en 2018, contre 39 en 2013 et 43 en 2008. Le nombre d'actifs ayant un emploi résidant dans la commune est de 155, soit un indicateur de concentration d'emploi de 29,3 % et un taux d'activité parmi les 15 ans ou plus de 57,4 %.
Sur ces 155 actifs de 15 ans ou plus ayant un emploi, 23 travaillent dans la commune, soit 15 % des habitants. Pour se rendre au travail, 91,8 % des habitants utilisent un véhicule personnel ou de fonction à quatre roues, 1,4 % les transports en commun, 2,8 % s'y rendent en deux-roues, à vélo ou à pied et 4,1 % n'ont pas besoin de transport (travail au domicile).

### Activités hors agriculture
24 établissements sont implantés  à Saint-Étienne-de-l'Olm au 31 décembre 2019. Le tableau ci-dessous en détaille le nombre par secteur d'activité et compare les ratios avec ceux du département,.
Le secteur de la construction est prépondérant sur la commune puisqu'il représente 33,3 % du nombre total d'établissements de la commune (8 sur les 24 entreprises implantées  à Saint-Étienne-de-l'Olm), contre 15,5 % au niveau départemental.

### Agriculture
|               | 1988 | 2000 | 2010 | 2020 |
| ------------- | ---- | ---- | ---- | ---- |
| Exploitations | 31   | 32   | 28   | 4    |
| SAU (ha)      | 373  | 438  | 506  | 33   |

La commune est dans les Garrigues, une petite région agricole occupant le centre du département du Gard. En 2020, l'orientation technico-économique de l'agriculture  sur la commune est la polyculture et/ou le polyélevage. Quatre exploitations agricoles ayant leur siège dans la commune sont dénombrées lors du recensement agricole de 2020 (31 en 1988). La superficie agricole utilisée est de 33 ha,,.

## Culture locale et patrimoine

### Lieux et monuments
- Temple protestant de Saint-Étienne-de-l'Olm.
- Église de Saint-Étienne-de-l'Olm. XIVème Siècle.

### Héraldique
| Blason de Saint-Étienne-de-l'Olm | Blason  | D’or à l’ormeau de sinople.                      |
| Blason de Saint-Étienne-de-l'Olm | Détails | Le statut officiel du blason reste à déterminer. |